# 矢舌型齒舌
矢舌型齒舌（Toxoglossan radula），亦作弓舌型齒舌或直譯作毒舌型齒舌，是腹足纲软体动物的齒舌七種齒舌形態之一:44-45。擁有這種齒舌的物種絕大多數為肉食螺類，以毒攻擊其獵物。這些物種的齒舌的外形像箭矢，但內部空心:44-45。
可用於捕食其他有脊椎及無脊椎（主要還是多毛綱）的動物，甚或用於自衛。
齒狀棘膜減少，齒狀棘齒由幾顆牙齒組成，具有箭頭形狀，可以將毒藥注射到獵物。使用後會被預留的齒片替換:298。中央的齒片很細小，甚或消失。有些物種的齒舌及毒腺都已消失；而有齒舌的物種，一般每行都有齒片兩到三枚，而且沒有側齒，邊齒作Y字形或打雙。
芋螺科:298及捲管螺科:44-45物種均擁有這種齒舌。